# Алёшин, Михаил Терентьевич
Михаил Терентьевич Алёшин (октябрь 1900 — 18 декабря 1941, СССР) — советский хозяйственный, государственный и партийный деятель. Участник Гражданской войны в России и Великой Отечественной войны.

## Биография
Родился в октябре 1900 году в деревне Николаевка Пронского уезда Рязанской губернии Российской империи в семье русского крестьянина-середняка. В 1909 г. отец умер, в 1914 г. мать оставила детей. В 1911 г. окончил 3 класса сельской школы в с. Филатово Пронского уезда. С мая 1912 г. батрак помещицы Биркиной в с. Филатово. С октября 1914 г. половой чайной Кучерова в Москве. С ноября 1916 г. ученик паяльщика химического завода Людвига Рабенека на станции Щелково Северной железной дороги. С октября 1918 г. крестьянин в хозяйстве дяди в Николаевке. С мая 1919 г. в Рабоче-крестьянской Красной армии, участвовал в Гражданской войне в России. Был командиром отделения 54-й стрелковой дивизии воевал на Петроградском и Западном фронтах. В декабре 1919 г. был ранен в районе Нарвы-Ямбурга и находился на излечении в военном госпитале в Твери. С апреле 1920 г. красноармеец 214-го стрелкового полка 24-й Самарской железной стрелковой дивизии. С ноября 1922 г. ремонтный рабочий Московской городской железной дороги 1-го участка службы пути. С января 1925 г. кандидат в члены РКП(б), а с ноября 1925 г. член партии. С марта 1925 г. кондуктор Щепетильниковского трамвайного парка. С октября 1930 г. по ноябрь 1931 г. учился на рабфаке. В 1937 г. закончил теоретический курс Московского института инженеров транспорта имени И. В. Сталина, после чего с ноября 1937 г. работал секретарём партийного комитета МИИТ. С мая 1938 г. 2-й секретарь, а с января 1939 г. 1-й секретарь Кустанайского обкома и горкома. Делегат XVIII съезда ВКП(б), который проходил в Москве 10—21 марта 1939 года. Освобожден от работы 10 августа 1939 г. «как несправившийся» и отозван в распоряжение ЦК ВКП(б). С 1939 г. заместитель начальника 1-го отдела Эксплуатационно-квартирного управления НКВД Казахской ССР. С 1941 г. участник Великой Отечественной войны красноармеец 8-й Московской стрелковой дивизии народного ополчения (Краснопресненского района). Погиб в плену 18 декабря 1941 г.

## Награды
Орден «Трудового Красного Знамени» (16.02.1939) «за выдающиеся успехи в сельском хоз-ве, особенно в области животноводства и перевыполнение плана по зерну».

## Семья
Жена — Алёшина Раиса Ивановна.
Дочь 1937 г.р.